# Workhouse

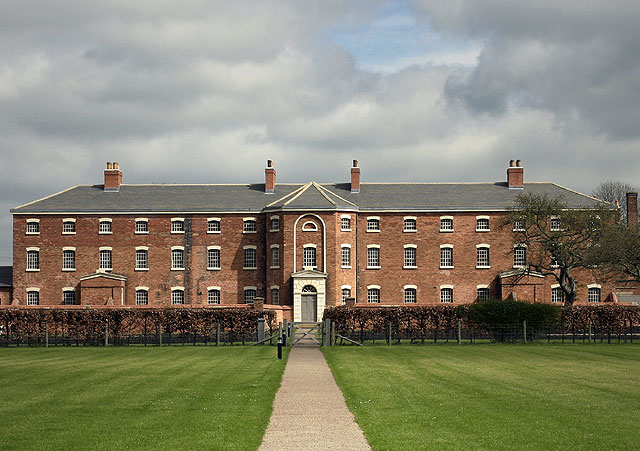
Dawny workhouse w Southwell, obecnie muzeum, wzniesiony w 1824 r.

Workhouse – rodzaj instytucji pomocy społecznej funkcjonujący w Wielkiej Brytanii od XVII do początku XX wieku, szczególnie rozpowszechniony w epoce wiktoriańskiej. Zakłady te pełniły funkcję przytułku dla ubogich, chorych, starców i innych osób wymagających opieki, a podstawowym warunkiem przyjęcia do nich było wykonywanie na ich terenie pracy, o ile osoba była do niej zdolna.

## Historia

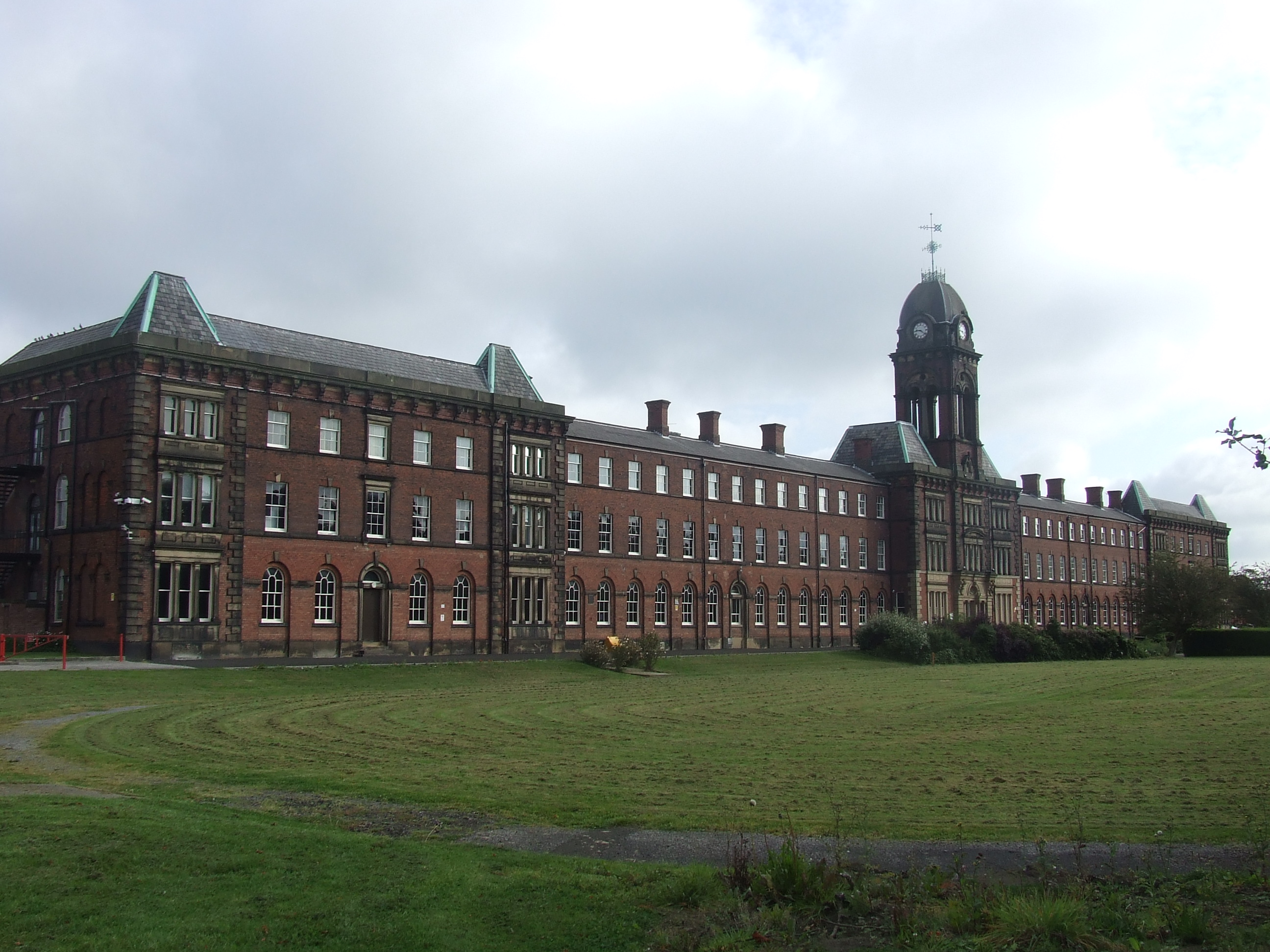
Dawny workhouse w Fulwood, obecnie szpital uniwersytecki UCLan, wzniesiony w 1868 r.

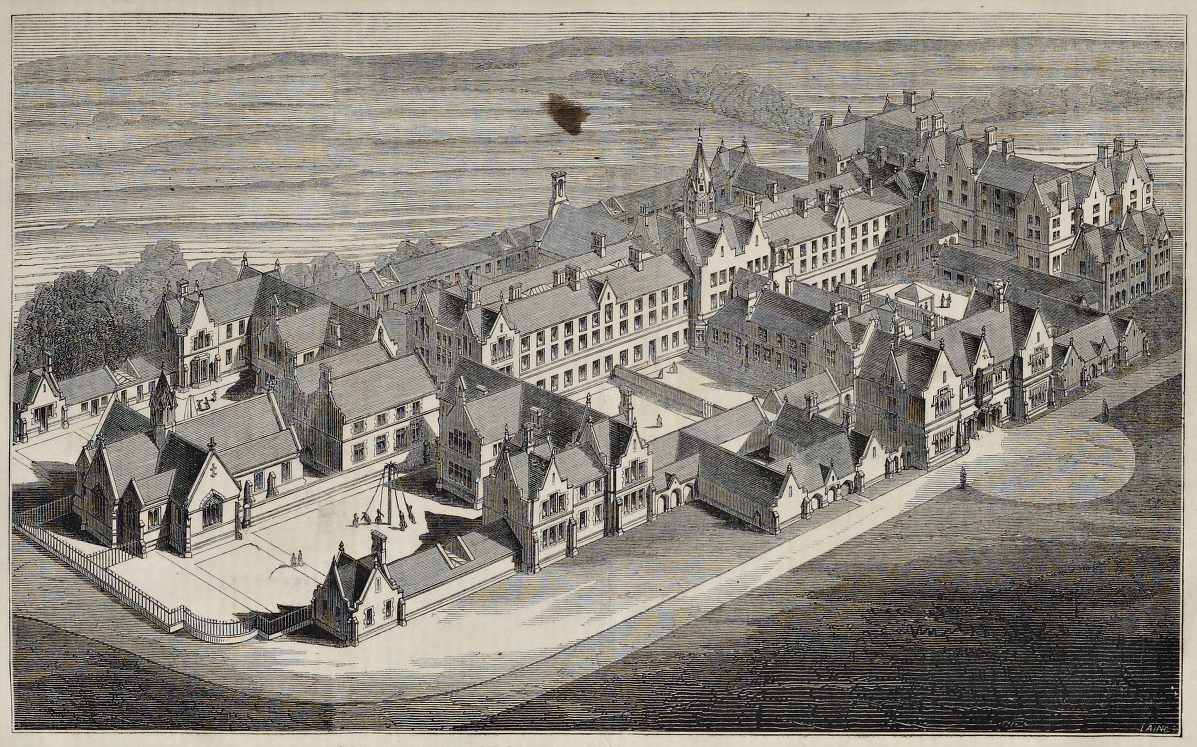
Workhouse w Birmingham, ilustracja z ok. 1852 r.

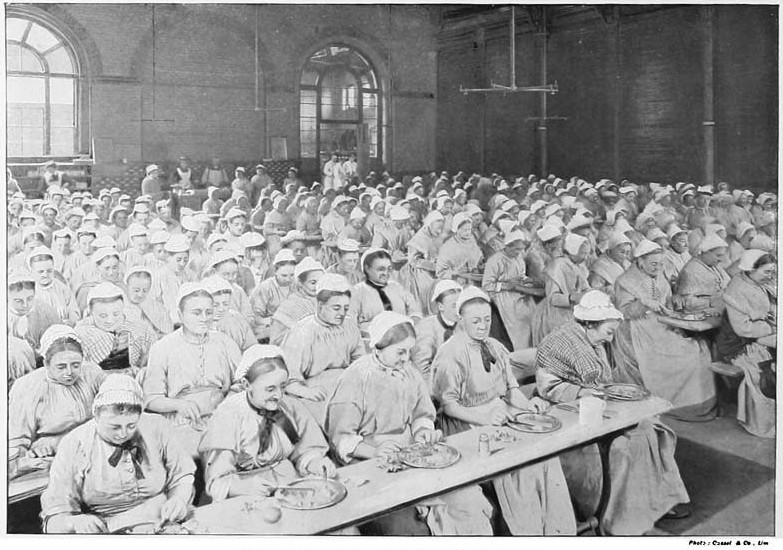
Posiłek w workhouse′ie w londyńskiej dzielnicy St Pancras, ok. 1898 r.

Korzenie instytucji sięgają 1601 roku, kiedy parlament angielski przyjął ustawę Poor Relief Act, obligującą władze każdej parafii do zapewnienia pomocy ubogim. Mogła ona obejmować żywność, odzież i opał, bądź świadczenia pieniężne na ich zakup, w przypadku bezrobotnych – środki na zakup materiałów niezbędnych do wykonywania pracy rzemieślniczej, a w przypadku osób niezdolnych do pracy (starszych i niepełnosprawnych) – zakwaterowanie. Pomoc była finansowana z podatku pobieranego od mieszkańców parafii.
Z czasem zrodził się pomysł tworzenia zakładów oferujących ubogim zakwaterowanie i wyżywienie w zamian za wykonywaną przez nich pracę. Z założenia miały one ograniczyć ponoszone przez parafie koszty, jak i zniechęcić do pobierania pomocy osoby zdolne do pracy, lecz się od niej uchylające. Do najwcześniejszych instytucji tego typu należały te w Abingdon (1631), Exeterze (1652) i Norwich. Od 1723 roku władze parafii miały prawo uczynić workhouse jedyną formą udzielanej przez nie pomocy społecznej. Według wczesnych założeń działalność instytucji miała być przedsięwzięciem rentownym; w praktyce okazało się to trudne ze względu na konkurencję z innymi zakładami pracy. W rezultacie znaczna część pracy wykonywanej przez mieszkańców tych instytucji związana była bezpośrednio z bieżącym ich utrzymaniem.
Ustawa z 1782 roku ustandaryzowała i uprościła proces zakładania instytucji tego typu przez parafie lub ich zrzeszenia. Do zakładów mogły od tamtej pory być przyjmowane jedynie osoby niezdolne do pracy. Jednocześnie ustanowiony został zasiłek dla bezrobotnych, wypłacany do czasu znalezienia dla nich pracy.
System pomocy społecznej przeszedł gruntowną reformę za sprawą ustawy z 1834 roku, w odpowiedzi na rosnące jego koszty i nasilające się przekonanie, że sprzyja on osobom niechętnym do pracy. Wszystkie parafie na terenie Anglii i Walii pogrupowane zostały w jednostki terytorialne (poor law union), z których każda zobowiązana była do utrzymywania workhouse′u. Wszelkie zasiłki dla osób zdolnych do pracy zostały wycofane, lecz ponownie umożliwiono tym osobom dostęp do tych instytucji. Wzniesionych zostało wówczas kilkaset nowych obiektów, z których największe mogły zakwaterować ponad 1000 osób. Warunki bytowe na terenie zakładu z założenia miały być gorsze niż te, których poza zakładem doświadczały  najniższe klasy społeczne. Strategia ta z dużym powodzeniem odstraszała od ubiegania się o przyjęcie do instytucji większość osób poza najbardziej zdesperowanymi. Z przynależnością do zakładu wiązał się w ówczesnym społeczeństwie brytyjskim silny stygmat społeczny.
W przypadku osób zdolnych do pracy, mających rodzinę, warunkiem przyjęcia było umieszczenie w zakładzie wszystkich jej członków. Większość przebywających w zakładach osób stanowiły osoby starsze, niepełnosprawne lub schorowane, sieroty oraz samotne matki. Mężczyźni, kobiety oraz dzieci mieszkały i spędzały większość czasu od siebie wzajemnie odseparowane, również jeśli stanowiły rodzinę. Dieta podopiecznych była monotonna, obowiązywał jednolity ubiór. Mieszkańcy spali w dormitoriach, kąpiel odbywała się pod nadzorem, raz w tygodniu. Obowiązywał ścisły rozkład dnia. Mieszkańcy zakładu nie mogli opuszczać go poza wyjątkowymi okolicznościami, jak chrzest własnego dziecka, lub w poszukiwaniu pracy. Możliwe było dobrowolne wypisanie się z instytucji. Zdarzały się przypadki osób, które wypisywały się i zapisywały ponownie, nawet tego samego dnia.
Pod koniec XIX wieku warunki bytowe na terenie instytucji uległy stopniowej poprawie, w szczególności dla starców, schorowanych i dzieci. Podopiecznym udostępnione zostały książki i gazety, dieta uległa urozmaiceniu. Na początku XX wieku miał miejsce szereg reform systemu polityki społecznej – wprowadzone zostały m.in. emerytury (1909) i system ubezpieczeń społecznych National Insurance (1911). W 1930 roku odpowiedzialność za utrzymanie workhouse′ów (odtąd znanych jako Public Assistance Institution) przeniesiona została na jednostki samorządowe; część została zlikwidowana. Harmonogramy dzienne uległy rozluźnieniu, zniesiono obowiązujące w nich uniformy. W 1948 roku nadal funkcjonujące zakłady włączone zostały do nowo utworzonego publicznego systemu opieki zdrowotnej National Health Service, stanowiąc miejsce zakwaterowania osób w podeszłym wieku i przewlekle chorych. Podczas restrukturyzacji systemu w latach 80. i 90. XX wieku wiele budynków zostało sprzedanych, a następnie wyburzonych bądź przystosowanych do innych funkcji, np. biurowych czy mieszkalnych.